# Ctenomys uco
Ctenomys uco — вид гризунів з родини Ctenomyidae. Це ендемік долини Уко в центрально-західній частині Аргентини, де він мешкає на висотах від 1000 до 2710 м над рівнем моря. Це маленький туко-туко комплексу C. mendocinus, загальною довжиною 215–263 мм, включаючи хвіст 64–79 мм, вагою 109–138 г. Його природне середовище існування — це мозаїка луків, чагарників і виноградників. Його видова назва стосується його типового населеного пункту. Згідно з його описувачами, це може бути вразливий або зникомий вид.